# ナンシー・ノヴォトニー
ナンシー・ノヴォトニー (Nancy Novotny) は、アメリカ合衆国の女性声優、ラジオDJ、アーキビスト。メリーランド州ボルチモア出身。テキサス州ヒューストン住まい。ADVフィルム製作の日本製アニメの英語吹き替えで知られ、代表役に『あずまんが大王』の水原暦、『MADLAX』のマドラックスがある。

## 人物
デューク大学、ノースカロライナ大学チャペルヒル校卒業。
『らんま1/2』を見たことがきっかけで声優業に興味を持つ。コミュニティラジオのDJを経て、ADVフィルムで働く知人から同社製作作品のオーディションを紹介され応募し、『あずまんが大王』の水原暦役で声優デビュー。

## 出演作品

### テレビアニメ
2004年
- アキハバラ電脳組
- アクエリアンエイジ Sign for Evolution
- あずまんが大王（水原暦（よみ））
- カレイドスター（ミア・ギエム）
- クロノクルセイド（母親）
- シスター・プリンセス（鈴凛）
- D.N.ANGEL（福田律子）

2005年
- エリア88 （キトリ・パルヴァーネフ）
- エルフェンリート（ユカ）
- 神魂合体ゴーダンナー!!（さくら）
- PEACE MAKER鐵（ハナ）
- フルメタル・パニック? ふもっふ（美樹原蓮）
- MADLAX（マドラックス）
- まぶらほ（鳴尾来花）
- 妄想科学シリーズ ワンダバスタイル（秋茂あやめ）
- 勇午（真理子）
- ゆめりあ（千条七瀬）

2006年
- カレイドスター 新たなる翼（ミア・ギエム）
- tactics（レイコ）
- 超時空要塞マクロス（ヴァネッサ・レイアード）
- ななか6/17（風祭千恵）
- 円盤皇女ワるきゅーレ（ハイドラ）

2007年
- エア・ギア（富田毬（トンちゃん））
- AIR（生徒）
- うたわれるもの（グラァ）
- 機動新撰組 萌えよ剣 TV（沖田薫）
- KURAU Phantom Memory（アナウンス、少女、双子、クラウの息子）
- 極上生徒会（飛田小百合）
- コヨーテ ラグタイムショー（ジュライ）
- 009-1（フレイア）
- 円盤皇女ワるきゅーレ 十二月の夜想曲（ハイドラ）

2010年
- BLUE DROP 〜天使達の戯曲〜（オペレーター）

2013年
- AKB0048（8代目 小嶋陽菜）

2014年
- AKB0048 next stage（8代目 小嶋陽菜）
- 織田信奈の野望（今川義元）

### 劇場アニメ
2004年
- あずまんが大王（水原暦（よみ））

2005年
- パルムの樹

2007年
- 新暗行御史（山道）

### OVA
2004年
- ナースウィッチ小麦ちゃんマジカルて（マジカルティーチャーコマチ（ロリロリ幼女態））
- PARASITE DOLLS
- メガゾーン23 PART II
- メガゾーン23 PART III

2005年
- けっこう仮面

2006年
- エリア88
- 円盤皇女ワるきゅーレSPECIAL（ハイドラ）
- カレイドスター 新たなる翼 -EXTRA STAGE-（ミア・ギエム）

2007年
- 円盤皇女ワるきゅーレ 星霊節の花嫁（ハイドラ）
- 円盤皇女ワるきゅーレ 時と夢と銀河の宴（ハイドラ）

### 吹き替え
2004年
- 品行ゼロ（生徒）

2005年
- ジャングル・ジュース（ナース）

2006年
- オー!マイキー（プリンセス・イザベラ ）